# 棕毛锥
棕毛锥（学名：Castanopsis tessellata），为壳斗科锥属下的一个植物种。